# Ilhas Salomão do Norte
Ilhas Salomão do Norte foram o grupo de ilhas mais setentrionais do arquipélago das Ilhas Salomão sobre o qual o Império Alemão declarou um protetorado em 1885. Inicialmente, o Protetorado Alemão das Ilhas Salomão incluía as ilhas de Choiseul, Santa Isabel, Shortlands e Ontong Java, mas em 1900 estas ilhas foram transferidas para o Protetorado Britânico das Ilhas Salomão. A maior das Ilhas Salomão, Bougainville, continuaria sob a administração alemã até a Primeira Guerra Mundial, quando cairia sob o controle da Austrália, e depois da guerra, passando formalmente a jurisdição australiana ao abrigo de um Mandato da Liga das Nações.

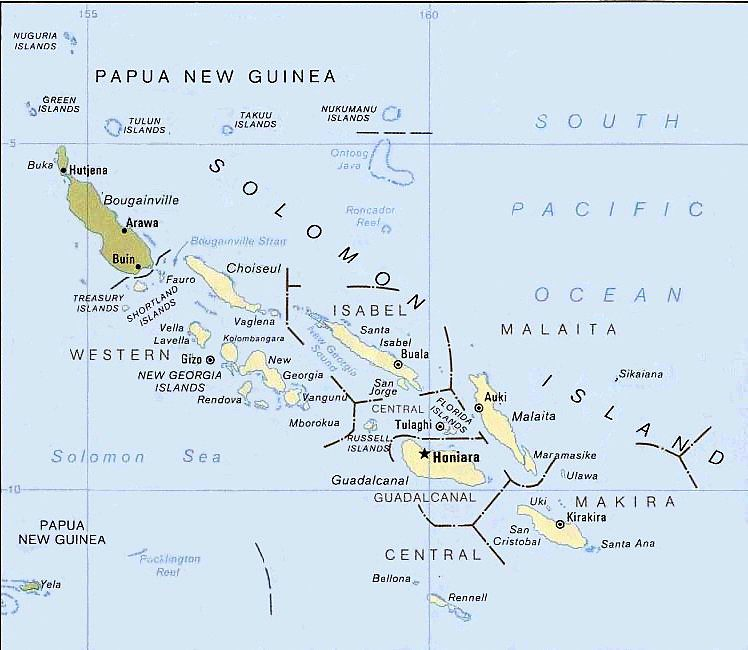
Arquipélago das Ilhas Salomão.

Atualmente, as Ilhas Salomão do Norte originais estão divididas entre a Região Autônoma de Bougainville na Papua Nova Guiné e o Estado sucessor das Ilhas Salomão britânicas que foi renomeada oficialmente de Protetorado Britânico das Ilhas Salomão para Ilhas Salomão em 1975, antes de se tornar um Estado independente em 1976.